# БА-64
БА-64 — радянський легкий бронеавтомобіль періоду Другої світової війни. Був створений в липні — грудні 1941 року на шасі повнопривідного легкового автомобіля ГАЗ-64 з використанням як довоєнних радянських напрацювань по повнопривідним бронеавтомобілям нового покоління, так і з використанням досвіду, отриманого при вивченні трофейних німецьких бронеавтомобілів. БА-64 став першим радянським серійним повнопривідним бронеавтомобілем, залишився єдиною машиною цього класу, прийнятою на озброєння в СРСР в роки війни, а також став останнім радянським бронеавтомобілем класичного типу. Всього в ході серійного виробництва БА-64, з квітня 1942 по початок 1946 року, було випущено 9110 бронеавтомобілів цього типу.
БА-64 активно використовувалися радянськими військами з літа 1942 року аж до кінця війни, переважно у ролі
розвідувальних машин, і також для безпосередньої підтримки піхоти. У післявоєнні роки БА-64 використовувалися в основному в ролі навчально-бойових машин і були зняті з озброєння Радянської Армії в першій половині 1950-х років. БА-64 також поставлялися ряду союзних СРСР країн і в незначних масштабах використовувалися армією КНДР в Корейській війні.

## Історія створення
До початку Німецько-радянської війни єдиним що знаходятився у виробництві легким бронеавтомобілем в СРСР був  БА-20М. Створений у середині 1930-х років на базі легкового автомобіля ГАЗ-М-1, БА-20 до 1941 року встиг застаріти: його задньопривідне шасі не забезпечувало достатньої прохідності на пересіченій місцевості, а броня, яка захищала лише від небронебійних куль, не відповідала зрослим вимогам по захищеності. З 1941 року, у зв'язку зі скороченням виробництва ГАЗ-М-1 і переходом до випуску нового повнопривідного автомобіля ГАЗ-64, було вирішено перевести легкий бронеавтомобіль на базу останнього. Роботи по бронеавтомобілях нового покоління, що використав повнопривідне шасі і корпус з раціональними кутами нахилу броні, велися в СРСР ще в передвоєнні роки, але не зайшли далі створення дослідних зразків.
Ідея розробки нового бронеавтомобіля була подана в ініціативному порядку конструкторами ГАЗу після початку війни. Після схвалення керівництва, 17 липня 1941 конструкторським бюро під керівництвом В. А. Грачова були розпочаті роботи по майбутньому БА-64. Попередня проробка компоновки бронеавтомобіля здійснювалася Ф. А. Лепендіним. Спочатку планувалося обмежитися переведенням на нове шасі бронекорпуса і устаткування БА-20, але вже незабаром стало очевидно, що рівень його броньового захисту недостатній, а нераціональна форма і компоновка корпусу не дозволяють її підсилити без значного збільшення ваги конструкції. У зв'язку з цим було вирішено розробляти повністю нову конструкцію, орієнтуючись при цьому на передвоєнні дослідні машини, такі як ЛБ-62. При створенні враховувався досвід бойового застосування радянських бронеавтомобілів в початковий період війни,  також вплив на конструкторів зробило вивчення трофейного німецького бронеавтомобіля, імовірно Sd.Kfz.221 (або Sd.Kfz.222), продемонстрованого на Полігоні НДІ БТ в Кубинці 23 серпня, а 7 вересня переведеного на ГАЗ для детального вивчення.
16 вересня відбулася нарада, на якій обговорювалася концепція майбутнього бронеавтомобіля, що отримав назву «64-Б». Крім конструкторського колективу, участь у ньому взяли головний конструктор заводу А. О. Ліпгарт і його заступник по танкобудуванню М. О. Астров, що займався розробкою малих і легких танків. За підсумками наради було вирішено створювати бронеавтомобіль з гранично мінімізованим заброньованим обсягом і коротким, лише незначно виступаючим по довжині за межі рами корпусом. Нововведенням стало також введення різкої диференціації бронезахисту. Внутрішнє компонування бронеавтомобіля також вийшло максимально стиснутим, для розміщення паливного бака в кормовій, найменш вражаємої в бою, частини машини, довелося навіть насунути місце водія на моторний відсік, помістивши його на коробці передач. Майбутній бронеавтомобіль, крім покладеної на БА-20 функцій командирської розвідки, зв'язку та обслуговування розвідгруп, завдяки кращій прохідності, планувалося застосовувати також для переслідування відступаючого противника, служби управління боєм, боротьби з авіадесантом противника або, завдяки малій масі, для використання у власних авіадесантних операціях. Машину передбачалося також використовувати для забезпечення ППО танкових і кавалерійських частин, тому її зброя повинна була бути здатна вести вогонь і по повітряним цілям.

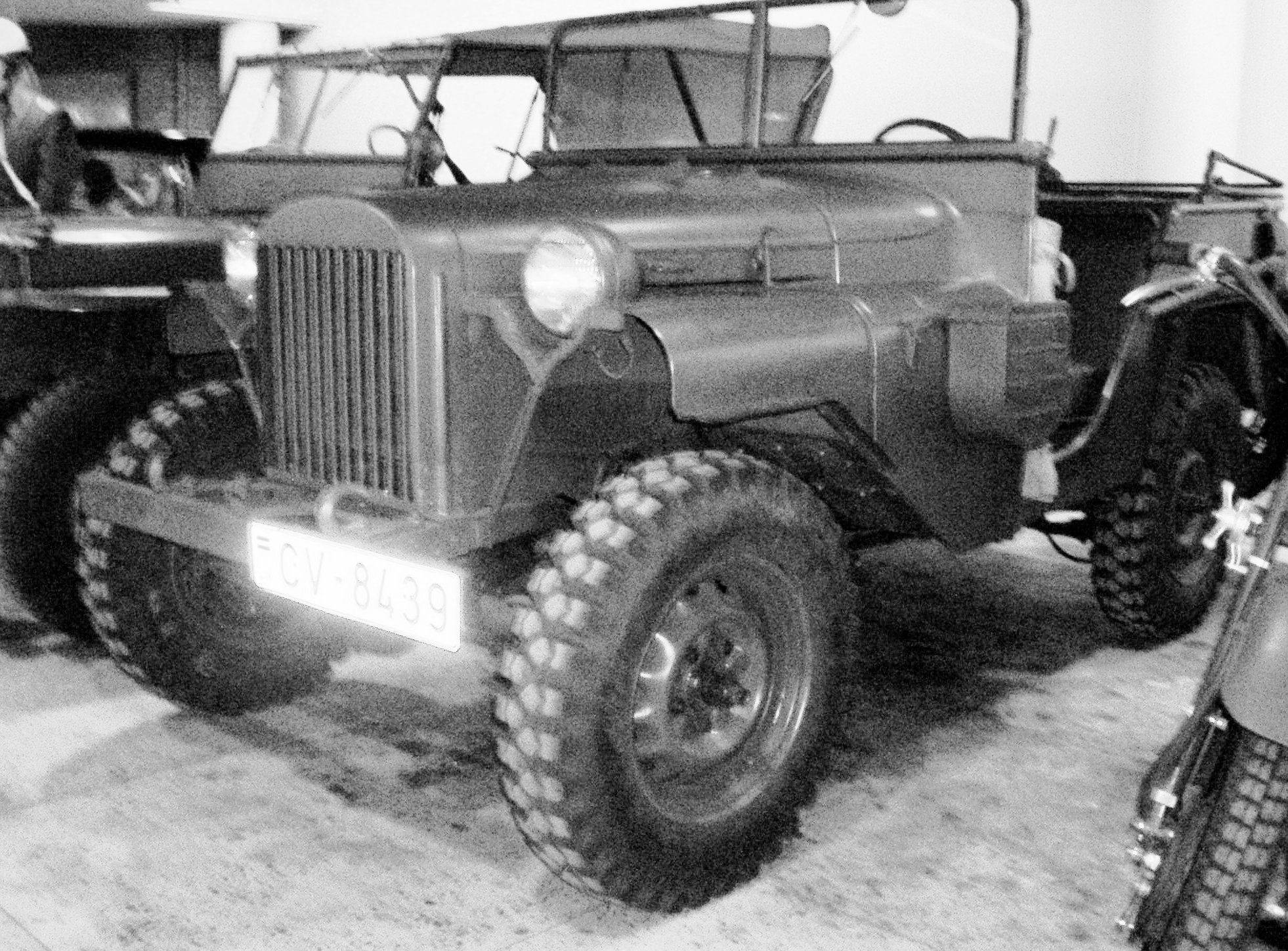
ГАЗ-64

Розробкою бронекорпуса, позначається як ГАЗ-125, займалися кузовні фахівці заводу — Б. Т. Комаревський, В. Ф. Самойлов, Ю. Н. Сорочкін і Г. О. Носов, а також конструктор танкового ОКБ О. С. Маклаков, який займався проектуванням башти бронеавтомобіля, і М. О. Астров, що здійснював консультацію робіт. 13 та 15 жовтня були закінчені перший і другий варіанти компоновки машини, після чого до роботи приступив колектив під керівництвом провідного конструктора по машині Г. М. Вассермана, що займався переробкою шасі ГАЗ-64 під роль бронеавтомобіля. Деталі, що розроблялися для бронеавтомобіля, отримали спочатку індекс «64-Е», а пізніше, після модернізації -«64-Ж». Незважаючи на брак досвіду у більшості конструкторів, проектування просувалося швидкими темпами. 24 — 27 листопада був зібраний броньовий корпус, продемонстрований маршалу К. Є. Ворошилову, який взяв після цього роботу над бронеавтомобілем під свій контроль. Збірка прототипу бронеавтомобіля почалася 5 грудня, а 9 січня 1942 року в основному закінчений прототип під управлінням Грачова здійснив свій перший виїзд, що пройшов у цілому успішно, за винятком виявиленої слабкості підвіски. Башта при цьому, хоча і не повністю укомплектована, всупереч деяким джерелам на бронеавтомобілі вже присутня, будучи вперше встановлена на нього ще 12 грудня. Бронеавтомобіль отримав заводський індекс «64-125» і на наступний день був повністю зібраний і продемонстрований Ворошилову.
Заводські випробування «64-125» тривали ще протягом місяця, при цьому знову виявилася слабкість підвіски, яка неодноразово виходила з ладу. 17 лютого бронеавтомобіль був продемонстрований вже Наркомові танкової промисловості В. О. Малишеву в Москві. Тоді ж було затверджено остаточне, військове, позначення для нової машини — БА-64. 21 — 23 лютого бронеавтомобіль провів випробування озброєння на Софрінському артилерійському полігоні та полігоні заводу № 8, а 3 березня, разом з новим легким танком Т-70, БА-64 був продемонстрований в Кремлі перед членами уряду, в тому числі Й. В. Сталіним. Після проведення всіх необхідних доробок, БА-64 був постановою ДКО від 14 березня прийнятий на озброєння. Постановою РНК СРСР від 10 квітня 1942 Грачову була присвоєна Сталінська премія третього ступеня, одночасно за розробку ГАЗ-64 і БА-64 на його базі.

## Серійне виробництво
Виробництво БА-64 було розгорнуто на ГАЗі в квітні 1942 року, перші серійні бронеавтомобілі були зібрані вже в тому ж місяці, однак в той період вони не були прийняті військовим прийманням через відсутності кулестійких шин типу «ГК». Тим не менш, перші 35 БА-64 були прийняті військовими вже на початку травня. Броньовий корпусу для машин дослідної партії і нульової серії виготовлялися на заводі № 177 в Виксі, але надалі був організований їх випуск на кузовному корпусі ГАЗу. Перший час виробництво БА-64 гальмувалося затримками з поставкою комплектуючих, насамперед двигунів, мостів і шин, але з липня 1942 року заводу вдалося домогтися виконання плану.  Разом з накопиченням досвіду експлуатації і бойового застосування бронеавтомобіля в його конструкцію почали вносити зміни. Вже в червні були ліквідовані відкидні протигранатні сітки над баштою, як такі що не виправдовують себе. У липні було встановлено вентиляційний отвір в даху відділення управління, так як річна експлуатація БА-64 показала, що температура в жилих відділеннях бронеавтомобіля могла доходити до 55-60 °C, а у вересні — регульований вентиляційний люк в даху моторного відділення, оскільки його вентиляція теж виявилась недостатньою.

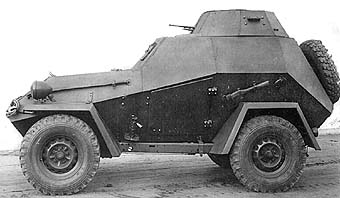
БА-64 ранніх випусків

Експлуатація виявила також і недостатню надійність БА-64: при гарантованому пробігу в 10 000 км, за повідомленнями з військ, багато бронеавтомобілів виходили з ладу вже при 1000-4000 км пробігу. Основною причиною виходу бронеавтомобілів з ладу була поломка переобтяженого заднього моста, що траплялась переважно в результаті неправильної експлуатації, коли рух на низьких передачах проходив без включення переднього моста і підвищений крутний момент повністю передавався на задній міст. Для усунення цього, з 3 листопада 1942 року як тимчасовий захід був введений передній міст, що не відключався; на вже випущених бронеавтомобілях переробка здійснювалася силами військових майстерень. Надалі для вирішення цієї проблеми в листопаді 1942 — лютому 1943 років в конструкцію БА-64 було внесено низку змін, спрямованих на посилення півосей і мостів. Перевантаженою виявилась також підвіска передніх коліс, для усунення пробоїв якої в лютому 1943 року була введена додаткова пара гідравлічних амортизаторів і посилені ресори. Також для кращого огляду місцевості водієм з березня 1943 року були введені оглядові лючки, які закривались броньовими заслінками. .
5 — 14 червня ГАЗ піддався ряду масованих нальотів німецької авіації, в результаті чого був повністю зруйновані або серйозно пошкоджені ряд цехів, у тому числі й той, що виготовляв броньові корпуси і поставляв двигуни ГАЗ-ММ моторний корпус № 1. Крім того, було повністю виведено з ладу постачання виробництва стисненим повітрям і частково — електроенергією, що тимчасово паралізувало роботу. Згорів і механоскладальний цех МСЦ-5, що здійснював збірку БА-64, в результаті чого випуск бронеавтомобілів з 7 червня був припинений повністю і до переходу на модифікацію БА-64Б відновлений вже не був. Всього з квітня 1942 по червень 1943 року був випущений 3901 бронеавтомобіль БА-64, в тому числі 1352 у радійному варіанті.

### БА-64Б
Однією з головних проблем БА-64 була також недостатня бічна стійкість, обумовлена вузькою для машини такого класу колією базового ГАЗ-64 в поєднанні з порівняно високим центром ваги бронеавтомобіля. Необхідність розширення колії БА-64 стала очевидна конструкторам ще під час випробувань його прототипу навесні 1942 року, але для якнайшвидшого початку випуску бронеавтомобіля було вирішено відкласти введення ширшої колії, оскільки це вимагало перебудови налагодженого виробництва агрегатів шасі тоді, коли ГАЗ був вже завантажений освоєнням випуску нових зразків бронетехніки, таких як танк Т-70. Тим не менш, з 31 серпня 1942 року за ініціативою конструкторського бюро все ж були розпочаті роботи зі створення модифікації БА-64 з розширеною колією, а 26 вересня були передані ГАБТУ на затвердження план докорінної модернізації бронеавтомобіля і програма його випробувань. Перший прототип модернізованого БА-64, який отримав заводське позначення 64-125-Б, був виготовлений в жовтні 1942 року і в кінці того ж місяця надійшов на випробування.
Покращена модель БА-64Б була запущена в серійне виробництво в 1943 році. Як база для неї використаний легкий армійський всюдихід ГАЗ-67Б з ширшою колією. Це поліпшило бічну стійкість у порівнянні з вихідним варіантом БА-64. Турельна установка кулемета ДТ була замінена на баштову. Серійний випуск БА-64Б тривав до 1946 року включно (тоді побудували останні 62 машини).
БА-64Б використовували чехословацькі і польські з'єднання, сформовані на території СРСР. Після закінчення Другої світової війни частина БА-64Б була передана НДР, де вони успішно виконували функції поліцейських бронемашин. БА-64Б також поставляли до Північної Кореї, Китаю і Югославії.
| Виробництво БА-64 і БА-64Б, шт. |      |      |      |                       |                   |        |
| Модифікація / Рік               | 1942 | 1943 | 1944 | січень — травень 1945 | після травня 1945 | Всього |
| БА-64 лінійний                  | 1770 | 779  | —    | —                     | —                 | 2549   |
| БА-64 радійний                  | 779  | 636  | —    | —                     | —                 | 1352   |
| БА-64Б лінійний                 | —    | 191  | 1596 | 448                   |                   |        |
| БА-64Б радійний                 | —    | 214  | 1404 | 420                   |                   |        |
| Всього                          | 2486 | 1820 | 3000 | 868                   |                   |        |

## Подальший розвиток і спеціалізовані варіанти

### Модифікації з посиленим озброєнням
БА-64Б з кулеметом СГ-43 — прийняте в літературі позначення дослідного варіанту БА-64Б, оснащеного кулеметом СГ-43. Прототип такого бронеавтомобіля був виготовлений на базі БА-64Б в КБ ГАЗу в березні 1944 року і відрізнявся від серійної машини установкою прийнятого на озброєння в 1943 році нового кулемета СГ-43, що перевершував ДТ-29 в підвищеній за рахунок стрічкового живлення бойової скорострільності і більшою прицільною дальністю стрільби. Випробування виявили ряд проблем з розміщенням кулемета в башті і його поведінкою при стрільбі, що спричинило припинення подальших робіт у цьому напрямку.
БА-64Д — дослідний варіант БА-64 з установкою 12,7-мм великокаліберного кулемети ДШК. На відміну від штатного ДТ-29, бронепробивність ДШК давала бронеавтомобілю можливість боротися з легкою бронетехнікою, а в поєднанні з в рази більшою вагою секундного залпу — різко підвищувала його ефективність у забезпеченні ППО. Роботи з БА-64Д були розпочаті вже у вересні 1942 року, проте вже на початковому етапі з'ясувалося, що розміри і відбій ДШК, набагато більші, ніж у штатного кулемета, а також необхідність установки коліматорного прицілу К-8Т для зенітної стрільби, вимагають створення нової, більш жорсткої конструкції башти. Роботи з перепроектування почалися 3 жовтня 1942 року, а дослідний зразок БА-64Д був закінчений 20 березня 1943 року. Від серійної машини його відрізняла, перш за все, нова башта збільшеного розміру, зі збільшеними до 12 мм завтовшки броньовими листами. Башта встановлювалася на кульковій опорі на даху бойового відділення, яку також довелося розширити і посилити, і наводилася по горизонталі за допомогою гвинтового механізму. Оскільки стандартну коробку з патронною стрічкою ДШК в тісній башті розмістити не вдалося, конструкторам довелося замінити її барабанним магазином на 30 патронів.
6 квітня була проведена демонстрація бронеавтомобіля, яка виявила ненадійну роботу кулемета з новим магазином і зниження точності стрільби через розгойдування легкого і вузькоколійного шасі потужним відбоєм кулемета. Незважаючи на початі роботи по усуненню недоліків БА-64Е, які перейшли на більш відповідне шасі БА-64Б, основний з них — ненадійне магазинне живлення кулемета, усунути було неможливо, і в підсумку роботи в цьому напрямку були припинені. Опрацьовувалася також можливість встановлення в башті 25-мм малокаліберна автоматичної гармати, але ця розробка не дійшла навіть до побудови прототипу.
БА-64 з протитанковою рушницею — різні варіанти установки на БА-64 14,5-мм протитанкової рушниці  ПТРС-41. Бронепробивність ПТРС давала бронеавтомобілям можливість боротися з легкою і частково — із середньою бронетехнікою, хоча і за рахунок низької ефективності неавтоматичної рушниці в інших завданнях. Розробка установки ПТРС на БА-64 була розпочата 2 листопада 1942 року, але пізніше була відкладена через більш високий пріоритет БА-64Д. Роботи з установки протитанкової рушниці, неодноразово поновлюючись і знову відкладаючись, продовжилися в 1943 році, але в кінцевому підсумку були припинені. Самостійна установка ПТРС-41 замість кулемета проводилася в деяких частинах, але поширення не отримала.

### Залізничні модифікації
БА-64В — дослідна залізнична модифікація БА-64. Був розроблений влітку 1942 року на Виксунському заводі. Перший прототип БА-64В був виготовлений на Виксунському заводі в липні того ж року, а в 1943 році до нього додалися ще три дослідні зразки, зібрані на ГАЗі. Від серійного БА-64 залізничний варіант відрізнявся лише наявністю змінних залізничних коліс, взятих з залишків при виробництві бронеавтомобіля БА-20жд. Випробування бронеавтомобіля показали швидкий знос ряду вузлів і агрегатів, а також недостатню швидкість заднього ходу, через що БА-64В на озброєння прийнятий не був, хоча виробництво залізничної модифікації надалі все ж було розпочато, вже на базі БА-64Б.
БА-64Г — друга дослідна залізнична модифікація БА-64. Розробка його була здійснена КБ ГАЗу в липні — вересні 1942 року. Перший прототип БА-64Г був закінчений на початку листопада того ж року, а після проведених в тому ж місяці випробувань, в січні 1943 року був виготовлений другий, доопрацьований, прототип. Обидва прототипи базувалися, в свою чергу, на дослідному ширококолійному прототипі БА-64-125Б. Ходова частина БА-64Г відрізнялася наявністю двох підйомних, частково підресорених, візків із залізничними колесами малого діаметра, а рух здійснювався за рахунок контакту з полотном залізниці гумових шин. Крім цього, дослідні зразки відрізнялися установкою роздавальної коробки з таким що не відключається переднім мостом і механізмом реверсу, що дозволяло рух заднім ходом з повною швидкістю, а також наявністю залізничної сигналізації. Роботи з БА-64Г були припинені влітку 1943 року, коли через зниження бойового застосування бронепоїздів організацію його виробництва визнали зайвою.

### Бронетранспортери
БА-64Е — бронетранспортер (позначався як «десантний бронеавтомобіль») на базі БА-64. Роботи з БА-64Е почалися на ГАЗі ще у вересні 1942 року й були викликані браком в радянській армії бронетранспортерів. Хоча з самого початку було очевидно, що БА-64 з його вузьким і тісним корпусом мало підходить для такої ролі, він був єдиною колісною бронемашиною, яка серійно вироблялася в той час. Через завантаження конструкторського бюро роботами по доопрацюванню бронеавтомобіля, роботи по бронетранспортеру були незабаром відкладені і відновилися лише навесні 1943 року. Перший прототип БА-64Е, все ще на базі вузькоколійного БА-64, був зібраний 3 березня і мав на місці бойового відділення відкрите зверху десантне, піхотинці в якому розташовувалися на двох лавах спиною до бортів. Посадка і висадка десантників проходила через двері в кормі, а борти десантного відділення були нарощені приварюванням додаткових листів, які захищали бійців при веденні вогню поверх них. Озброєння машини складав все той же кулемет ДТ-29, але розміщений на турелі над відділенням управління. Випробування прототипу, як і очікувалося, показали його тісноту і важкість швидкого входу і виходу з неї, які важливі для десантників.
Роботи по бронетранспортеру, тим не менш, продовжилися, і 3 квітня був зібраний другий прототип, цього разу вже на ширококолійному шасі БА-64Б. Крім цього, від першого варіанту його відрізняла відсутність кулемета, визнаний непотрібним і нарощування бортів, замість якого додали два збройових порти, що закривалися кришками в бортах десантного відділення. Роботи по машині мали невисокий пріоритет і в умовах завантаженості конструкторського бюро більш важливими заходами просувалися повільно, але, тим не менше, до кінця 1943 року були побудовані три прототипи, спрямовані на військові випробування. Тривали з лютого по березень 1944 року випробування дали негативний результат і прийняття БА-64Е на озброєння було не рекомендовано, хоча були дані та рекомендації для подальшого розвитку його конструкції. Доопрацювання бронетранспортера тривала до кінця року, але на озброєння він прийнятий так і не був. Всього було виготовлено, за різними даними, від восьми до одинадцяти БА-64Е. За рекомендацією маршала Я. М. Федоренко на базі БА-64Е була розроблена командно-штабна машина з установкою потужної радіостанції 12-РТМ. За одними даними, машині було привласнено позначення БАШ-64 або БАШ-64Б, по іншим же — офіційним воно не було і використовувалося лише в літературі. БАШ-64 отримала позитивну оцінку командування, і розглядалося питання про запуск її в серійне виробництво, але зважаючи завершення війни і непотрібності подібної компромісної машини в умовах мирного часу, роботи по ній в підсумку теж були припинені.
Крім нездійснених заводських проектів, переробка БА-64 здійснювалася і в частинах, в основному до кінця війни. При цьому з пошкоджених бронеавтомобілів зрізалися верхні листи корпусу, і встановлювалося будь-яке підходяще вітрове скло, в результаті чого виходила півброньована командирська машина на 1-2 пасажирів.

## Модифікації
- БА-64 — первісна модель бронеавтомобіля з обертовою баштою з турельною установкою ДДТ на шасі ГАЗ-64.
- БА-64Б — модернізований варіант бронеавтомобіля на шасі ГАЗ-67 і ГАЗ-67Б.
- БАШ-646 — штабний варіант бронеавтомобіля з різними варіантами бронекорпуса.
- БА-64Д (Д — позначення для ДШК) — модифікація з 12,7-мм великокаліберним кулеметом ДШК. Іноді позначається як БА-64К або БА-64ДШК.
- БА-64Е — бронетранспортер для шістьох піхотинців.
- БА-64В' і 'БА-64Г (іноді званіБА-64ЖД) — два варіанти бронедрезини на базі БА-64, виробництва, відповідно, Виксунського металургійного заводу і ГАЗу.
- БА-643 (іноді званий БА-64СХ) — експериментальний напівгусеничний снігохід на базі БА-64.

## Опис конструкції

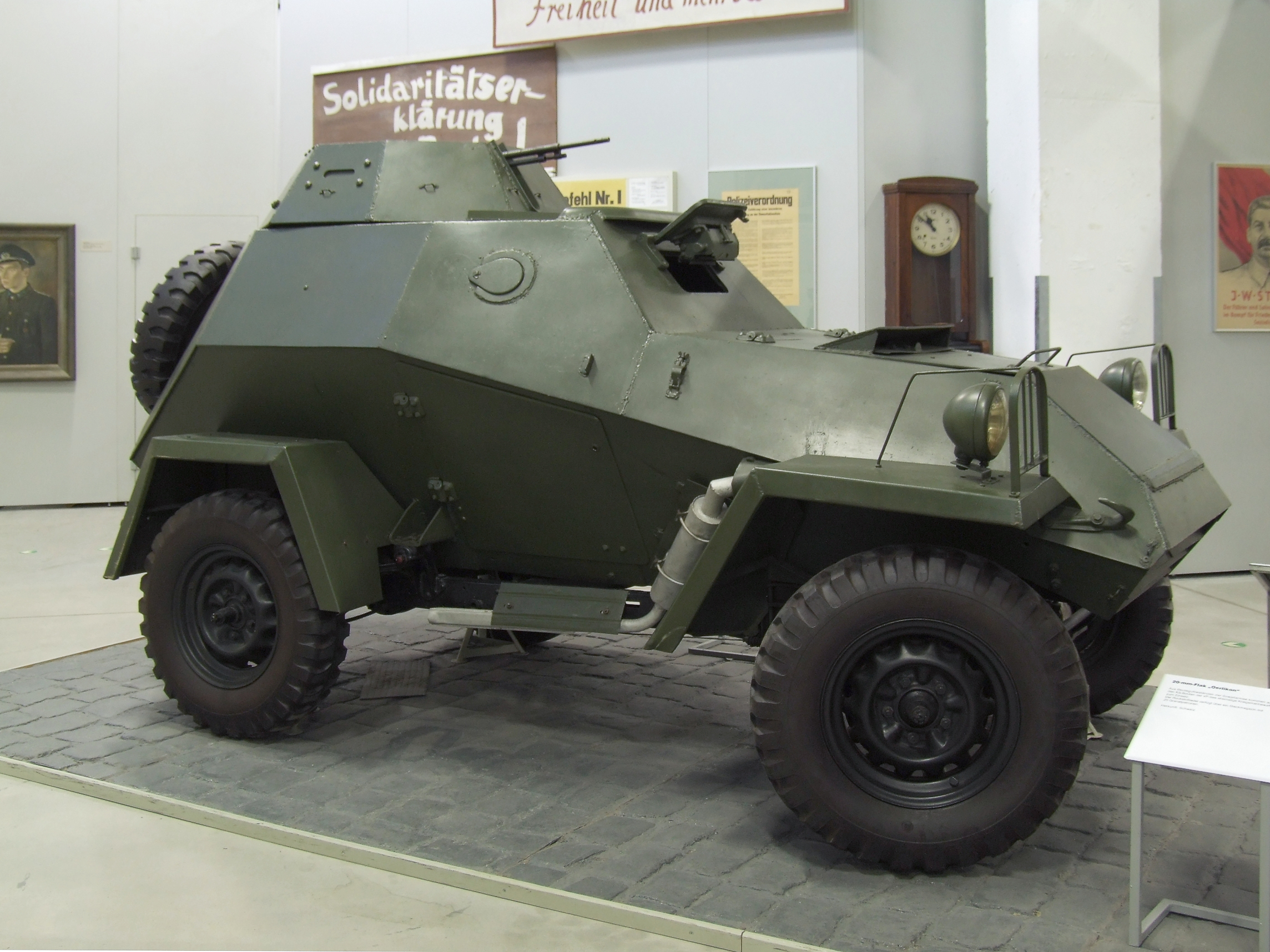
БА-64 пізнього випуску в музеї в Дрездені

БА-64 мав компоновку з розміщенням моторно-трансмісійного відділення в лобовій частині машини, а відділення управління та бойового відділення — в кормовій. Екіпаж бронеавтомобіля складався з двох чоловік: механіка-водія і командира, який виконував також функції баштового стрільця.

### Броньовий корпус і башта
БА-64 мав диференційований протикульний броньовий захист. Броньовий корпус БА-64 збирався за допомогою зварювання з катаних листів броньової сталі товщиною, на машинах ранніх випусків, 4, 6, 9 і 12 мм, на всіх наступних — 4, 6, 7, 9 і 15 мм. У поперечному розрізі корпус мав шестигранну форму, всі його поверхні розміщувалися під кутами не менше 30° до вертикалі. Лобова частина корпуса мала східчасту форму і на БА-64 була утворена: верхнім лобовим листом відділення управління товщиною 12, на машинах пізніх випусків — 15 мм, що розміщувалися під кутом в 40° до вертикалі; середнім листом, який виконував роль даху моторного відділення, завтовшки 6 мм і розташованим під кутом в 84°, двома нижніми лобовими листами товщиною 9 мм, розташованими під кутами 30 і 52°. На машинах пізніх випусків два нижніх листи були замінені одним, розташованим під нахилом в 32°. Самий низ лобової частини корпусу служив для забору повітря до двигуна і складався з 6-мм броньових жалюзі. Нижня частина борта корпуса виконувалася з розташованих під нахилом в 30° бронелистів товщиною 9 мм, на машинах пізніх випусків — 7 мм. Верхні бортові листи також розташовувалися під нахилом в 30° і мали товщину 6 мм в районі моторного відділення і 9 мм — в районі відділення керування й бойового відділення. Корма корпусу складалася з 9-мм верхнього листа, розташованого під нахилом в 30°, і 6-мм нижнього, мав кут нахилу в 35°. Днище і дах корпусу мали товщину, відповідно, 4 і 6 мм.
Такий рівень бронювання забезпечував машині захист від гвинтівкових звичайних 7,62-мм куль — з усіх дистанцій, бронебійних — тільки для відділення управління та бойового відділення. Від 12,7-мм звичайних куль верхній лобовий лист захищав на всіх дистанціях, тоді як інші лобові листи — лише на дистанціях більше 500 м. Від бронебійних ж 12,7-мм куль захищав тільки верхній лобовий лист, і лише на дистанціях більше 800 м. БА-64Б в цілому мав ту ж форму корпусу, але товщина нижнього лобового листа була збільшена до 11 мм, до 7 мм — товщина жалюзі повітрозабірника, до 8 мм — кришка повітрозабірника в даху моторного відділення, до 11 мм — нижнього кормового бронелиста, тоді як товщина верхнього була навпроти, зменшена до 11 мм. Крім цього, корпус БА-64Б виконувався з броньованої сталі марки 77, яка відрізнялася більшою кулестійкістью. Посадка і висадка екіпажу на всіх модифікаціях здійснювалася через два люки в нижніх листах відділення управління, крім цього, командир міг здійснювати її через верх башти.
Башта бронеавтомобіля мала восьмигранну форму у вигляді зрізаної піраміди, відкритої зверху. Стінки башти розташовувалися під нахилом в 30° і мали на машинах ранніх випусків товщину в 9 мм, на наступних машинах — 10 мм. Башта розміщувалася на поворотному стовпчику, що спиралася на підлогу бойового відділення, на машинах ранніх випусків зв'язку з дахом корпусу вона не мала, але на машинах пізніх випусків для збільшення стійкості в башті були додані чотири ролики, що спиралися на дах. Поворот башти здійснювався вручну, штовханням з її з опорною колонкою дуги. Для фіксації в потрібному положенні, башта забезпечувалася ручним гальмом-затиском. Верх башти на машинах ранніх випусків міг прикриватися відкидними металевими сітками, пізніше усуненими, а також брезентовим тентом для захисту від негоди. Крім цього, висота башти на машинах пізніх випусків була збільшена з 275 до 290 мм.

### Озброєння

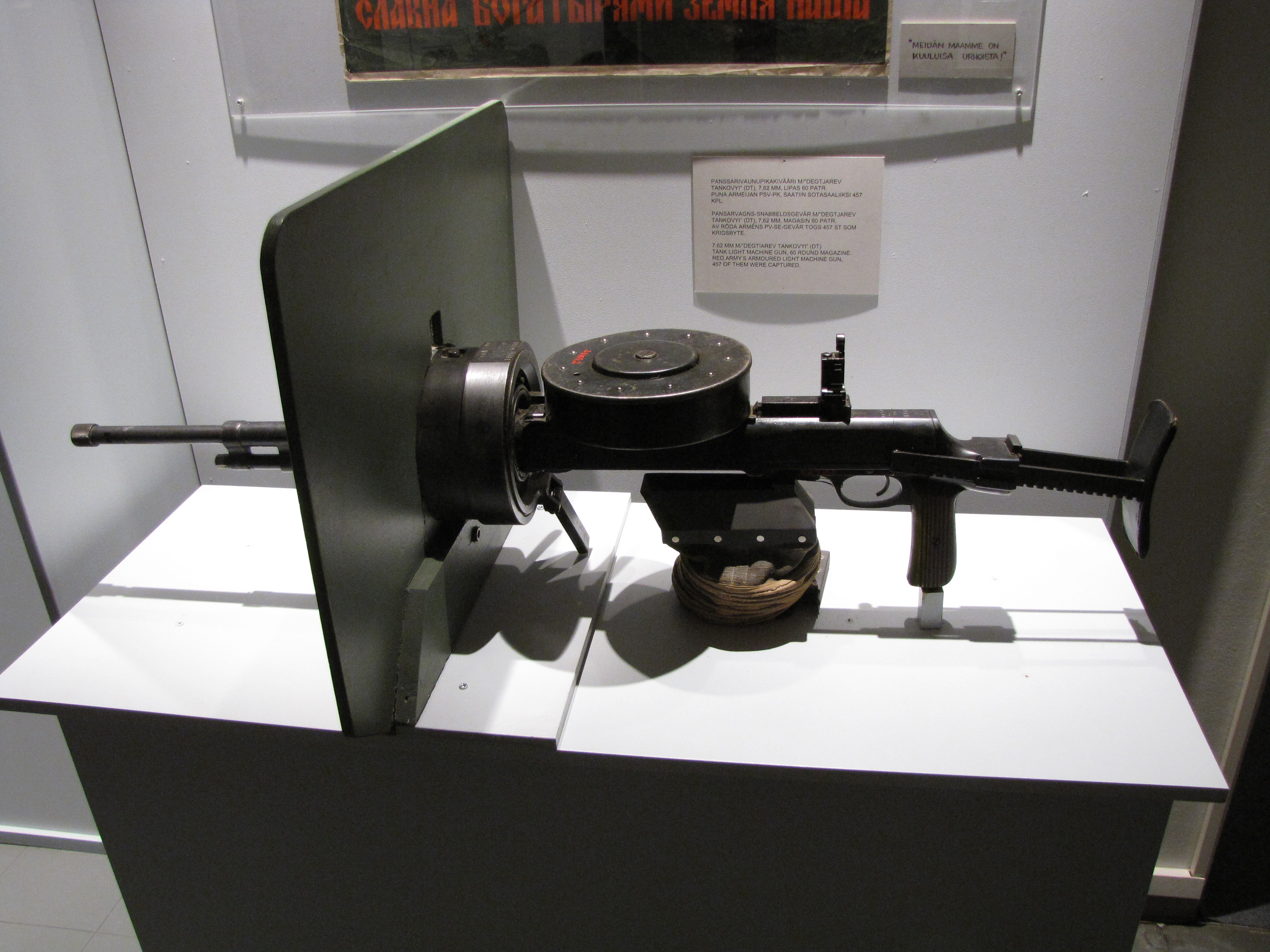
ДТ-29

Основним озброєнням БА-64 був 7,62-мм кулемет ДТ-29. Початкова швидкість при стрільбі легкої кулею становила 840 м/с, а темп стрільби — 600 пострілів у хвилину, при бойовій скорострільності до 100 пострілів на хвилину. Маса кулемета без магазина становила 8,35 кг. Кулемет встановлювався в лобовій частині башти на турельній установці, що дозволяло його вертикальну наводку в межах від −36 до +54°. По наземних цілях кулемет вів вогонь через вертикальну амбразуру, горизонтальне наведення при цьому, за винятком вузького сектора, забезпечуваного амбразурою, здійснювалося поворотом башти. Для стрільби по повітряних цілях турельна установка могла за допомогою маховика підніматися за верхній обріз башти, що дозволяло її вільне обертання. Також кулемет міг зніматися для використання поза машиною, для чого він забезпечувався знімними сошками.
Для наведення кулемета при стрільбі по наземних цілях використовувався стандартний діоптричний приціл, що дозволяв прицільну стрільбу на фіксовані дистанції 400 м, 600 м, 800 і 1000 м. Максимальна прицільна дальність — 1500 м. При стрільбі по повітряним цілям застосовувався кільцевий приціл, максимальна досяжність кулемета по висоті складала 500 м. Боєкомплект кулемета становив 1260 патронів в 20 дискових магазинах по 63 патрона, на обладнаних радіостанцією машинах він скорочувався до 17 магазинів або 1071 патрона. Крім кулемета, для ближньої оборони БА-64 комплектувався 6 осколковими граната ми Ф-1, а також особистою зброєю екіпажу, такою як пістолети-кулемети.

### Засоби спостереження і зв'язку
Засоби спостереження за місцевістю для механіка-водія на БА-64 обмежувалися розміщеним у верхньому лобовому бронелисті оглядовим люком, в якому для спостереження в бойових умовах було встановлено перископічний дзеркальний оглядовий прилад із триплексним захисним склом і внутрішньою броньовою засувкою, аналогічною встановленій на легкому танку Т-60 і забезпечував огляд лише лобового сектора. На БА-64Б до цього додалися два розташованих у верхніх бортових листах відділення управління оглядових лючка з броньовими заслінками. Командир машини міг вести спостереження через відкритий верх башти, або через амбразуру кулемета; крім цього в бортових листах башти розміщувалися дві оглядові щілини з броньовими заслінками, броньовими козирками і захисним триплексним склом. На БА-64 пізніх випусків і БА-64Б вони були замінені дзеркальними перископічними оглядовими приладами, аналогічними приладу механіка-водія.
Більшість випущених БА-64 спеціальних засобів зовнішнього зв'язку не мали, лише на меншу частину машин встановлювалися радіостанції різних моделей. На БА-64 встановлювалися радіостанції моделі РБ-64-142200, або близька до неї за характеристиками 12РП. На БА-64Б встановлювалася радіостанція 12РП або 12РПБ, що відрізнялася від першої наявністю короткої антени танкового типу і шоломофоном замість телефонної трубки, що підвищувало ефективність зв'язку. Обидва варіанти 12РП забезпечували дальність зв'язку із місця в 8-15 км, в залежності від умов місцевості, в  телефонному  і до 30 — у  телеграфному ; в русі дальність зв'язку скорочувалася до 4 км, причому робота радіостанції на ходу на практиці була можлива лише для 12РПБ.

### Двигун і трансмісія
Силова установка БА-64 була в цілому запозичена з базового ГАЗ-64. Бронеавтомобіль устатковувався рядним 4 — циліндровим чотиритактним карбюраторним двигуном рідинного охолодження, моделі ГАЗ-ММ. Маючи робочий об'єм в 3280 см³, двигун розвивав потужність в 50 к.с. при 2800 об/хв. Від базового автомобіля БА-64 відрізнявся змінами в конструкції систем двигуна, що дозволяли йому при необхідності працювати на низькосортних бензинах і оливах. Місткість паливного бака БА-64 становила 90 літрів. БА-64Б відрізнявся установкою форсованого до 54 к.с. двигуна і доопрацьованій конструкції карбюратора.
До складу трансмісії БА-64 входили:
- Однодискове зчеплення сухого тертя;
- Механічна чотириступінчаста (4 +1) коробка передач;
- Механічна одноступінчата роздавальна коробка, що дозволяла відключати передній міст;
- Два карданних вали, що сполучали роздавальну коробку з мостами;
- Два мости.

Трансмісія всіх серійних БА-64 була ідентична, за винятком введення в лютому 1943 року механізму блокування коробки передач, для перешкоди одночасному включенню першої передачі та заднього ходу.

### Ходова частина
БА-64 мав колісну формулу 4 × 4. Підвіска передніх коліс складалася з двох четвертьеліптичних ресор і гідравлічного амортизатора на кожне. Підвіска ж кожного із задніх коліс складалася з напівеліптичних ресор, двох гідравлічних амортизаторів односторонньої дії і забезпечувалася торсіонним стабілізатором бокової стійкості. З лютого 1943 року в підвіску були додані додаткові два амортизатори на передніх колесах, а також посилені ресори. БА-64Б відрізнявся розширеною колією, що збільшило стійкість машини і дозволило відмовитися від стабілізатора бокової стійкості. Крім цього, з жовтня-листопада 1944 року його ходова частина була додатково посилена.
Керовані колеса БА-64 — передні, рульовий механізм складався з глобоїдного черв'ячного приводу та подвійного ролика з поздовжньою і поперечною тягами. гальма БА-64 — колодкові на всіх колесах, з механічним приводом. Колеса бронеавтомобіля оснащувалися в бойових умовах кулестійкими шинами розміру 7.00-16" типу «ГК» з наповнювачем з губчастої гуми, проте вони обмежували максимальну швидкість 40 км/год, тому в небойовій обстановці на БА-64 встановлювалися звичайні пневматичні шини відповідного розміру.

## Використовувався
- СРСР
- НДР[12]
- КНР[12]
- Північна Корея[12]
- Польща — 81 БА-64, передані в роки війни[13]
- Третій Рейх[14]
- Чехословаччина — 10 БА-64, переданих в роки війни[13]
- Югославія[12]

## Експлуатація та бойове застосування

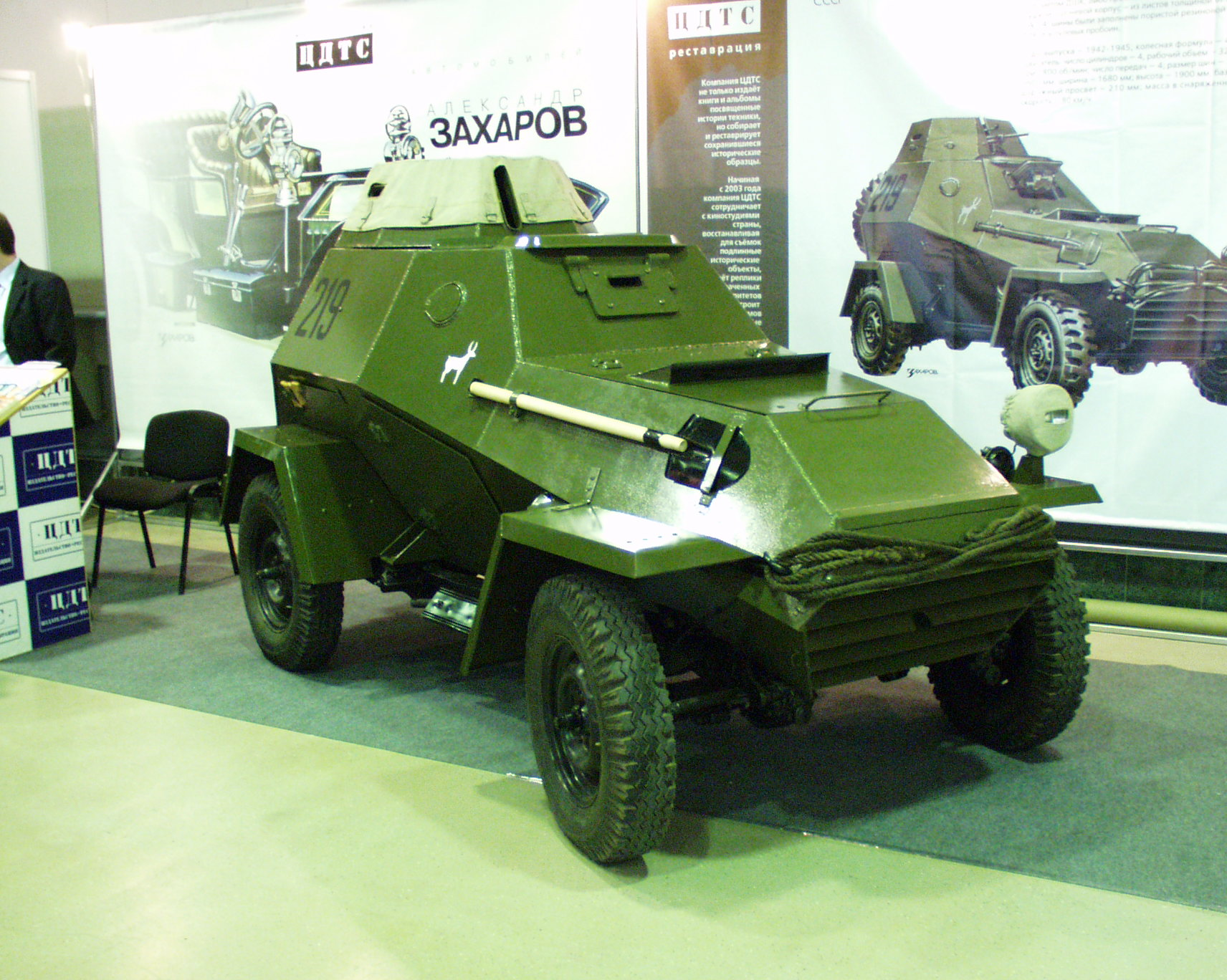
Відновлений БА-64Б на виставці Мотор-Парк-2005

### СРСР
Перші БА-64 почали надходити у війська в травні 1942 року і вже влітку того ж року вони взяли участь у бойових діях на Брянському і Воронезькому фронтах. Основними недоліками БА-64 в бою були його недостатня вогнева міць, а також проблеми евакуації з підбитих машин, що могло коштувати життя екіпажу. Разом з тим, рухливий, маневрений володіючи порівняно високою прохідністю бронеавтомобіль добре проявив себе в розвідувальних рейдах, десантних операціях і навіть при супроводі та вогневій підтримці піхоти. Особливо ефективними БА-64 опинилися при штурмі міст, завдяки великому куту піднесення зброї, котрий дозволяв вести вогонь по верхніх поверхах будівель у вуличних боях, що для більшості інших зразків бронетехніки було недоступно. У цій ролі вони широко використовувалися в наступальних операціях завершального періоду війни, аж до взяття Берліна.
Завдяки тим же перевагам БА-64 також використовувався для відбиття атак ворожої авіації на марші. Хоча ймовірність збити ворожий літак вогнем з ДП була дуже невелика, але його захисна дія не підлягала сумніву — ворог позбавлявся свободи маневру на малих висотах, де атака з повітря наземних цілей шляхом обстрілу з бортових гармат і кулеметів найбільш смертоносна. Тому зенітний вогонь з БА-64 по ворожим літакам сприяв значному зменшенню втрат серед охоронюваних ним військ.
До кінця Німецько-радянської війни у військах залишалося 3314 бронеавтомобілі всіх типів, у переважній більшості — БА-64 обох модифікацій. Після закінчення війни вцілілі БА-64 були незабаром списані, служба БА-64Б в Радянської Армії також виявилася порівняно недовгою. В основному вони використовувалися як навчально-бойові, щонайменше до 1953 року. Часом БА-64 використовувалися також для оперативного зв'язку або, після установки потужної радіостанції, в ролі пересувних командних пунктів. У ролі навчальних машин, що використовувалися для підготовки екіпажів колісних бронетранспортерів БТР-40 та БТР-152, БА-64 застосовувалися ще до середини 1950-х років.

### Інші країни
Польським військам за роки війни був переданий 81 БА-64, з яких до 16 червня 1945 року в строю залишалося 53 машини, все — модифікації БА-64Б. У післявоєнній польській армії БА-64 входили до складу танкових полків штату 5/25, що мали по одному бронеавтомобілю у складі штабного взводу. Також, частина БА-64 була зведена у взводи з трьох машин, додані 1-й, 3-й, 8-й, 9-й і 14-й піхотним дивізіям, які вели боротьбу з силами УПА у південній та східній Польщі, але в лютому 1948 року ці взводи були розформовані. Після реорганізації збройних сил на початку 1950-х років, БА-64 використовувалися, перш за все, у складі розвідувальних батальйонів дивізій, що включали по 5 бронеавтомобілів цього типу. В кінці 1940-х років, після скорочення чисельності збройних сил, більша частина польських БА-64 була знята з озброєння, але в 1951–1952 роках у СРСР були придбані ще 55 БА-64Б, і на 31 грудня 1954 року в Народної армії Польщі числилося 97 бронеавтомобілів цього типу.
Чехословацький армійський корпус в 1943 році отримав 10 БА-64Б, з яких була сформована одна рота бронеавтомобілів. У незначних кількостях БА-64 застосовувалися в роки війни і німецькими військами, як вермахтом, так і СС, в основному в поліцейських і охоронних частинах. Після війни деяку кількість БА-64 було передано НДР, де вони використовувалися в основному як поліцейські машини.

### Порівняння з аналогами
В ході Другої світової війни, легкі, як правило повноприводні бронеавтомобілі, призначені насамперед для ведення розвідки і виконання завдань зв'язку і охорони, випускалися майже всіма основними країнами-виробниками бронетехніки.
| Порівняння основних характеристик легких бронеавтомобілів періоду Другої світової війни |                                                                    |                                                    |                                               |                                               |                                                       |                                                       |                                               |                                                                |
|                                                                                         | СРСР БА-64/БА-64Б                                                  | Третій Рейх Sd.Kfz.221/ Sd.Kfz.222                 | Велика Британія Daimler Scout Car             | Велика Британія Humber Scout Car Mk.I         | Велика Британія Humber Light Reconnaissance Car Mk.II | Велика Британія Morris Light Reconnaissance Car Mk.II | Угорське королівство 39.M Csaba               | США Scout Car M3A1                                             |
| Загальні дані                                                                           |                                                                    |                                                    |                                               |                                               |                                                       |                                                       |                                               |                                                                |
| Екіпаж                                                                                  | 2                                                                  | 2 / 3                                              | 2                                             | 3                                             | 3                                                     | 3                                                     | 4                                             | 6—8                                                            |
| Бойова маса, т                                                                          | 2,36/2,43                                                          | 4,00/4,80                                          | 3,05                                          | 3,54                                          | 3,30                                                  | 3,71                                                  | 5,95                                          | 5,62                                                           |
| Ширина, м                                                                               | 1,53/1,70                                                          | 1,95                                               | 1,71                                          | 1,89                                          | 1,88                                                  | 2,01                                                  | 2,10                                          | 2,03                                                           |
| Висота, м                                                                               | 1,90                                                               | 1,70/2,00                                          | 1,50                                          | 2,11                                          | 2,16                                                  | 1,83                                                  | 2,27                                          | 1,99                                                           |
| Озброєння                                                                               |                                                                    |                                                    |                                               |                                               |                                                       |                                                       |                                               |                                                                |
| Марка гармати                                                                           | —                                                                  | — / 1 × 20-мм KwK.30                               | —                                             | —                                             | 1 × 13,9-мм ручна ПТР «Бойз»                          | 1 × 13,9-мм ручна ПТР «Бойз»                          | 1 × 20-мм ПТР 36.M.                           | —                                                              |
| Боєкомплект гармати                                                                     | —                                                                  | — /180                                             | —                                             | —                                             | —                                                     | —                                                     | —                                             | —                                                              |
| Кулемети                                                                                | 1 × 7,62-мм ДТ-29 в баштовій установці                             | 1 × 7,92-мм MG-34 в баштовій установці             | 1 × 7,7-мм ручний «Брен»                      | 1 × 7,7-мм «Брен» в шкворневій установці      | 1 × 7,7-мм «Брен» в баштовій установці                | 1 × 7,7-мм «Брен» в баштовій установці                | 1 × 8-мм 34/37.M. в баштовій установці        | 1 × 12,7-мм M2HB, 1 × 7,62-мм M1919A4, в шкворневих установках |
| Бронювання, мм                                                                          |                                                                    |                                                    |                                               |                                               |                                                       |                                                       |                                               |                                                                |
| Лоб корпусу                                                                             | 10—20                                                              | 10                                                 | до 30                                         | 14                                            | 14                                                    | 14                                                    | 13—26                                         | 7—15                                                           |
| Лоб башти                                                                               | 10 / 12                                                            | 8—10                                               | —                                             | —                                             | н/д                                                   | 8                                                     | 10                                            | —                                                              |
| Борт корпусу                                                                            | 10 / 8—10                                                          | 10                                                 | н/д                                           | н/д                                           | н/д                                                   | 8                                                     | 7—9                                           | 6                                                              |
| Борт башти                                                                              | 10 / 12                                                            | 10                                                 | —                                             | —                                             | н/д                                                   | 8                                                     | 11                                            | —                                                              |
| Рухливість                                                                              |                                                                    |                                                    |                                               |                                               |                                                       |                                                       |                                               |                                                                |
| Тип двигуна                                                                             | карбюраторний, рідинного охолодженя, 50 к. с.                      | карбюраторний, рідинного охолодженя, 75 / 90 л. с. | карбюраторний, рідинного охолодженя, 55 к. с. | карбюраторний, рідинного охолодженя, 87 к. с. | карбюраторний, рідинного охолодженя, 87 к. с.         | карбюраторний, рідинного охолодженя, 71 к. с.         | карбюраторний, рідинного охолодженя, 90 к. с. | карбюраторний, рідинного охолодженя, 87 к. с.                  |
| Питома потужність, к. с./т                                                              | 21,2 / 20,6                                                        | 18,8                                               | 18,0                                          | 24,6                                          | 26,4                                                  | 19,1                                                  | 15,1                                          | 15,5                                                           |
| Тип підвіски                                                                            | індивідуальна, на листових ресорах, з гідравлічними амортизаторами | індивідуальна, на вертикальних пружинах            | індивідуальна, на вертикальних пружинах       | індивідуальна, на листових ресорах            | на листових ресорах                                   | на вертикальних пружинах і листових ресорах           | залежна, на листових ресорах                  | індивідуальна, на листових ресорах                             |
| Максимальна швидкість по шосе                                                           | 80                                                                 | 90/85                                              | 90                                            | 100                                           | 97                                                    | 80                                                    | 65                                            | 81                                                             |
| Запас ходу по шосе                                                                      | 600/500                                                            | 320/300                                            | 320                                           | 320                                           | 180                                                   | 230                                                   | 150                                           | 400                                                            |
| Питомий тиск на ґрунт, кг/см²                                                           | 2,7                                                                | н/д                                                | н/д                                           | н/д                                           | н/д                                                   | н/д                                                   | н/д                                           | н/д                                                            |

## БА-64 в сувенірній і ігрової індустрії
Вийшла дана модель в «Автолегенди СРСР» під номером 75 в кінці 2011 року

## Зноски
1. ↑  Схожі з бронеавтомобілем бойові броньовані машини розроблялися і приймалися на озброєння в СРСР і в подальшому, офіційно вони класифікувалися інакше: БРДМ-1 і БРДМ-2 — як БРМ, а БТР-40 — як легкий бронетранспортер; хоча в західній історіографії перші дві з них і, рідше, БТР-40, традиційно класифікують як бронеавтомобілі
2. ↑  Єдиним винятком була Японія, яка в силу ряду причин, перш всього характеру місцевості на Тихоокеанському театрі військових дій в поєднанні з порівняно слабким розвитком власної автомобільної промисловості, в роки війни бронеавтомобілі не випускала і покладала їх завдання на малі танки
3. ↑  За формальними ознаками відносився до класів бронетранспортерів або БРМ
4. 1 2  З 1942 року Sd.Kfz.221 перевоозброїлась 28-мм ПТР s.Pz.B.41, встановлювалася в модифікованій башті на місці кулемета
5. ↑  Вказана приведена товщина броні